# Göran Schildt (militär)
Göran Schildt, född 25 september 1905 i Vindeln, Västerbottens län, död 27 februari 1987 i Helsingborg, var en svensk militär (överste).

## Biografi
Schildt avlade officersexamen 1926. Han studerade vid Artilleri- och ingenjörhögskolan 1928–1930 och Krigshögskolan 1938–1940. Schildt var generalstabsofficer 1944–1950, blev överstelöjtnant 1949, överste 1953 samt var chef för Gotlands artillerikår (A 7) 1953–1959. Han var chef för Norrlands artilleriregemente (A 4) 1959–1965.
Schildt var ledamot av försvarets fabriksstyrelse 1947–1952, styrelseledamot av Svenska Blå Stjärnan 1949–1953 och ledamot av fartygsuttagningskommissionen 1943–1947 med flera kommissioner. Han var chef för svenska delegationen vid Neutrala nationernas övervakningskommission i Korea 1962 (med generalmajors grad).
Schildt var son till majoren Oscar Schildt och Sally Zethraeus. Han gifte sig 1939 med Lily Petterson (1904–1989), dotter till köpmannen Karl Fredrik Petterson och Ida Isaksson. Makarna var föräldrar till Marie Louise (född 1941) och Margaretha (född 1942). Schildt gravsattes i södra minneslunden vid Helsingborgs krematorium.

## Utmärkelser
Schildts utmärkelser:
- Kommendör av 1. klass av Svärdsorden (KSO1kl)
- Riddare av Vasaorden (RVO)
- Gotlands befäls(utbildnings)förbunds guldmedalj (Gotl bfbGM)
- Gotlands pistolskyttekrets guldmedalj (Gotl pistskGM)
- Riksförbundet Sveriges lottakårers silvermedalj (SLKSM)
- Centralförbundet för befälsutbildnings silvermedalj (CFBSM)
- Svenska Blå Stjärnans silvermedalj (SBSSM)
- Svenska polisens idrotts- och skytteförbunds silvermedalj (SvPISSM)
- Svenska livräddningssällskapets silvermedalj (SvlsSM)